# Suplemento alimentar

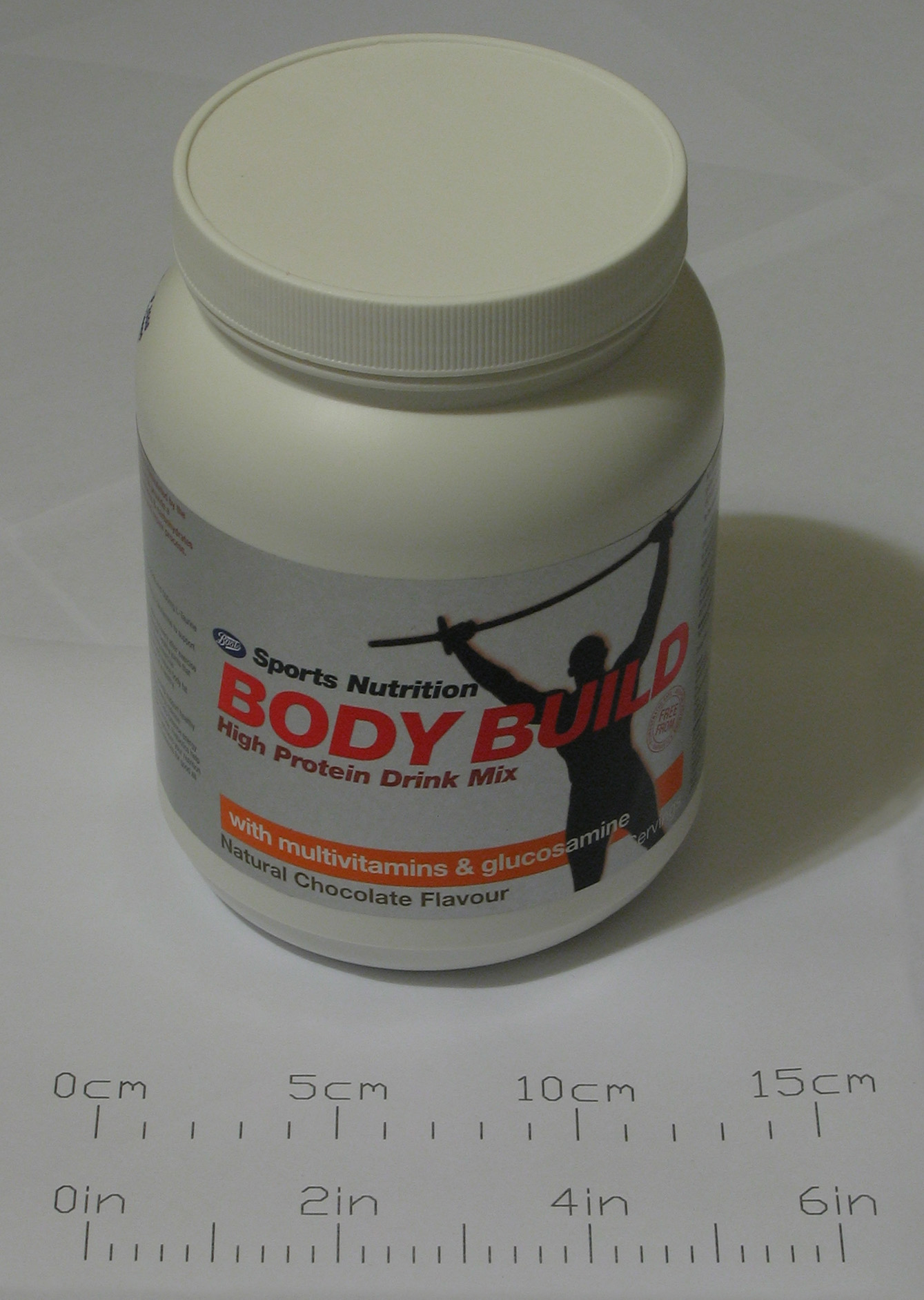
Exemplo de suplemento alimentar.

Os suplementos alimentares são preparações destinadas a fornecer nutrientes, como vitaminas, minerais, fibras, ácidos graxos ou aminoácidos, que podem estar faltando ou não serem consumidos em quantidade suficiente na dieta/alimentação de uma pessoa. São fabricados e consumidos em forma de cápsulas, pílulas, pós e líquidos. É importante ressaltar que são feitos a partir de substâncias isoladas em laboratório, podendo ou não ser combinados com nutrientes naturais, o que predispõe a realização de um controle rigoroso sobre as formulações novas no mercado. Um exemplo é a Comissão Europeia, que estabeleceu padrões regulatórios para os países da União Europeia, visando a manutenção e garantia da saúde populacional. Da mesma forma, o Ministério da Saúde publicou, em 1998, uma portaria definindo as diretrizes do uso de suplementação no Brasil.

## Regulamentação
A regulamentação de suplementos alimentares no Brasil é principalmente conduzida pela Agência Nacional de Vigilância Sanitária (ANVISA), que é responsável por estabelecer as normas e requisitos para a comercialização e fabricação desses produtos. A ANVISA baseia-se na Resolução RDC nº 243/2018, que define critérios para a classificação, rotulagem, composição, e outros aspectos relacionados aos suplementos. 
De acordo com a regulamentação da ANVISA, os suplementos alimentares no Brasil são classificados em quatro categorias: 
1. Suplementos de vitaminas e minerais
2. Suplementos de aminoácidos
3. Suplementos de proteínas
4. Suplementos de outras substâncias bioativas [4]

- Exigências de rotulagem: Os rótulos dos suplementos devem conter informações detalhadas, incluindo a lista de ingredientes, a quantidade de nutrientes ou substâncias ativas por porção, a indicação de consumo, advertências, informações sobre o fabricante, entre outros. É fundamental que essas informações sejam claras e precisas para os consumidores. [4]

- Eficácia e segurança: A ANVISA também avalia a eficácia e segurança dos suplementos alimentares, garantindo que não representem riscos à saúde dos consumidores. Para isso, são estabelecidos limites máximos de ingestão diária de vitaminas e minerais, bem como critérios específicos para a inclusão de substâncias ativas em suplementos. [4]

- Desafios e controvérsias: A regulamentação de suplementos alimentares no Brasil não está isenta de desafios e controvérsias. Alguns pontos de debate incluem a necessidade de atualização das regulamentações em conformidade com as descobertas científicas mais recentes, a definição de critérios mais rigorosos para a inclusão de novas substâncias ativas e a fiscalização adequada para garantir o cumprimento das normas. [5]

## Suplementação desportiva
O número de pessoas que procura esses suplementos cresceu constantemente ao longo dos últimos anos, muito pelo aumento na busca por um melhor preparo físico e estilo de vida saudável. Isso faz com que a ingestão de suplementos esteja diretamente atrelada à procura por uma evolução física rápida e imediatista. Esses suplementos esportivos como barras de proteína, bebidas energéticas e géis fazem parte de um grupo de produtos que têm a finalidade de auxiliar o ganho de massa muscular, perda de peso ou a melhora no desempenho físico de quem os consome.
Na área esportiva, apesar de ainda ser necessário aumentar as quantidades de estudos sobre os efeitos dos suplementos em seres humanos, algumas pesquisas feitas com atletas de alto rendimento deixaram claro que essas substâncias alternativas podem ser importantes para diminuir os impactos gerados pelo exercício físico constante e melhorar a performance individual.
Da mesma forma, existem artigos que mostram que a suplementação nem sempre pode ser benéfica para os indivíduos, principalmente em casos de contaminação do produto, em geral com substâncias de propriedades farmacológicas, como esteróides anabolizantes, estimulantes e pró-hormônios. Por mais que existam leis regulatórias sobre a venda e rotulagem desses produtos, não há uma atenção minuciosa sobre essas mercadorias, afinal, são enquadradas na categoria de alimentos, o que faz com que não sejam obrigatoriamente registradas nos órgãos regulatórios. Isso resulta na isenção da responsabilidade de comprovar a segurança alimentar e nutricional dos produtos, por falhas na legislação vigente.
Em 2014, foi verificado que 31,7% do público praticante de exercício físico utilizava algum tipo de suplemento alimentar e destes, 78,9% eram homens. Foi registrado também a fonte de indicação do consumo desses suplementos e em primeiro foi de instrutores e educadores físicos e em segundo a auto indicação. A indicação correta do consumo de suplementos deve ser feita somente por nutricionistas segundo o Art. 4º da Lei nº 8.234 de 17 de Setembro de 1991.